# Parabaeus pusillus
Parabaeus pusillus är en stekelart som beskrevs av Charles Thomas Brues 1940. Parabaeus pusillus ingår i släktet Parabaeus och familjen gallmyggesteklar. Inga underarter finns listade i Catalogue of Life.